# Richard Overy
Richard Overy, född den 23 december 1947, är en brittisk historiker som publicerat en lång rad böcker om andra världskriget och Tredje riket. 

## Pris
- Fellow of the Royal Historical Society (1977)
- Fellow of the British Academy (2000)
- Fellow of King’s College (2003)
- Samuel Elliot Morrison Prize of the Society for Military History (2001) - For his contribution to the history of warfare.
- Wolfson History Prize (2004) for his book The Dictators: Hitler's Germany; Stalin's Russia